# Ancylometes rufus
Ancylometes rufus — вид павуків родини Ctenidae.

## Поширення
Поширений у північній частині Південної Америки. Мешкає в басейні Амазонки та вздовж атлантичного узбережжя Бразилії. Населяє тропічні ліси. Трапляється біля ставків, невеликих струмків або вздовж берегів більших річок.

## Опис

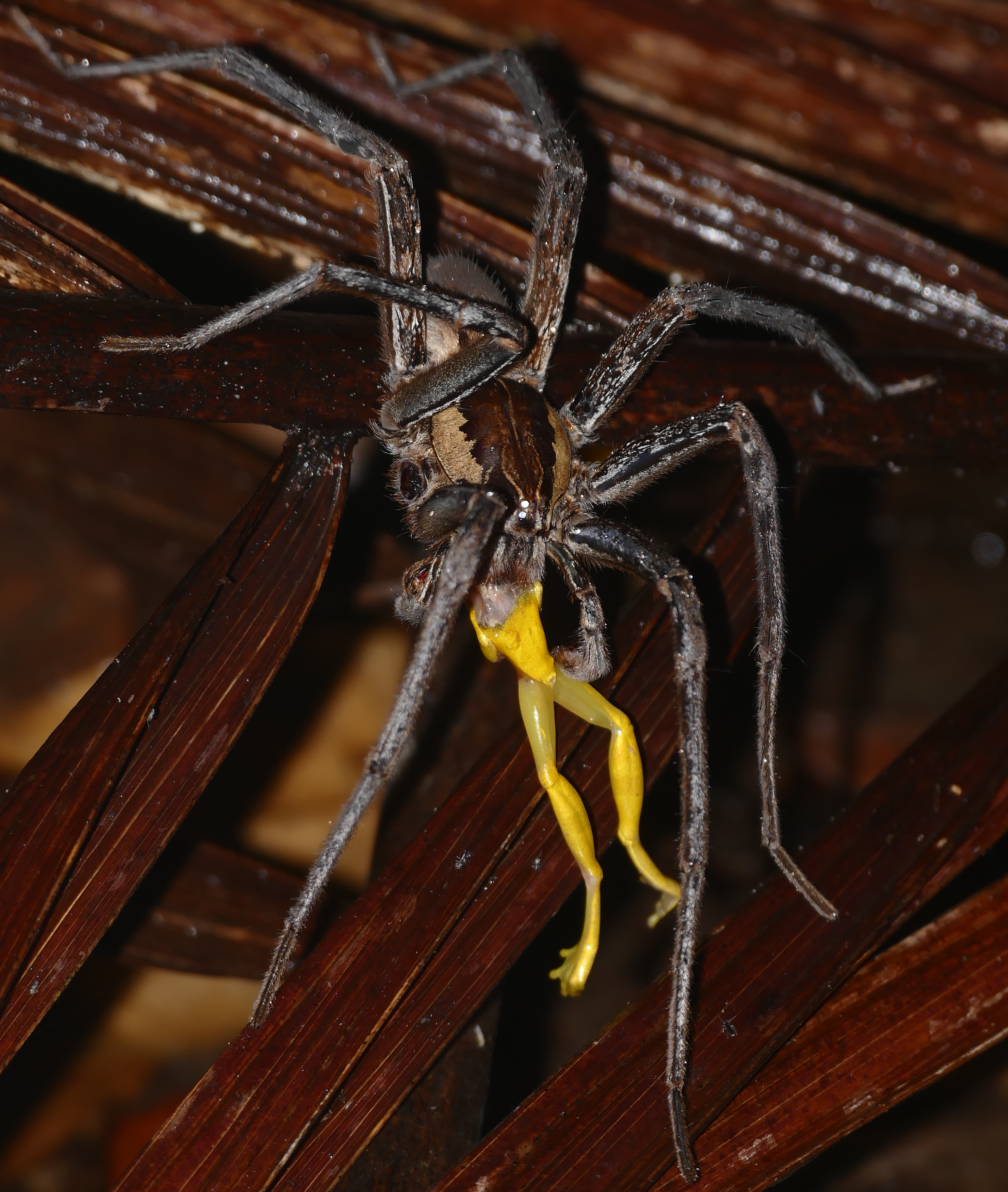
Павук вполював жабу

Самець завдовжки 25-30 мм. Просоми дорослих самців темно-коричневого кольору з широкими кремово-білими бічними смугами. Основа хеліцер білого кольору. Живіт темно-коричневий дорсально, вентрально світліший. Ноги темні, з білими лініями збоку на стегні, іноді з білими плямами дорсально на стегні і надколінках.
Самиця завдовжки 40-50 мм. Самиці набагато світліші від самців. Просома та черевце рівномірно коричневі, ноги та хеліцери з розмитими темними або жовтими неправильними плямами.

## Спосіб життя
Павук веде водний спосіб життя. Плаває на поверхні води, полюючи там. За необхідності пірнає під воду. Може залишатися там до години завдяки кисню, що зберігається в його густих волосках. Наприклад, у разі небезпеки павук надовго залишається під водою і знаходить сховище на дні водойми або серед рослинності. Полювати він як на суші, так і у воді. При полюванні покладається на зір та вібрацію поверхні. Харчується різними безхребетними та дрібними хребетними (дрібною рибою та жабами).